# Tanque de agua

Funcionamiento de un tanque de agua con estación de bombeo (1), el tanque de agua (2), y el consumidor (3).

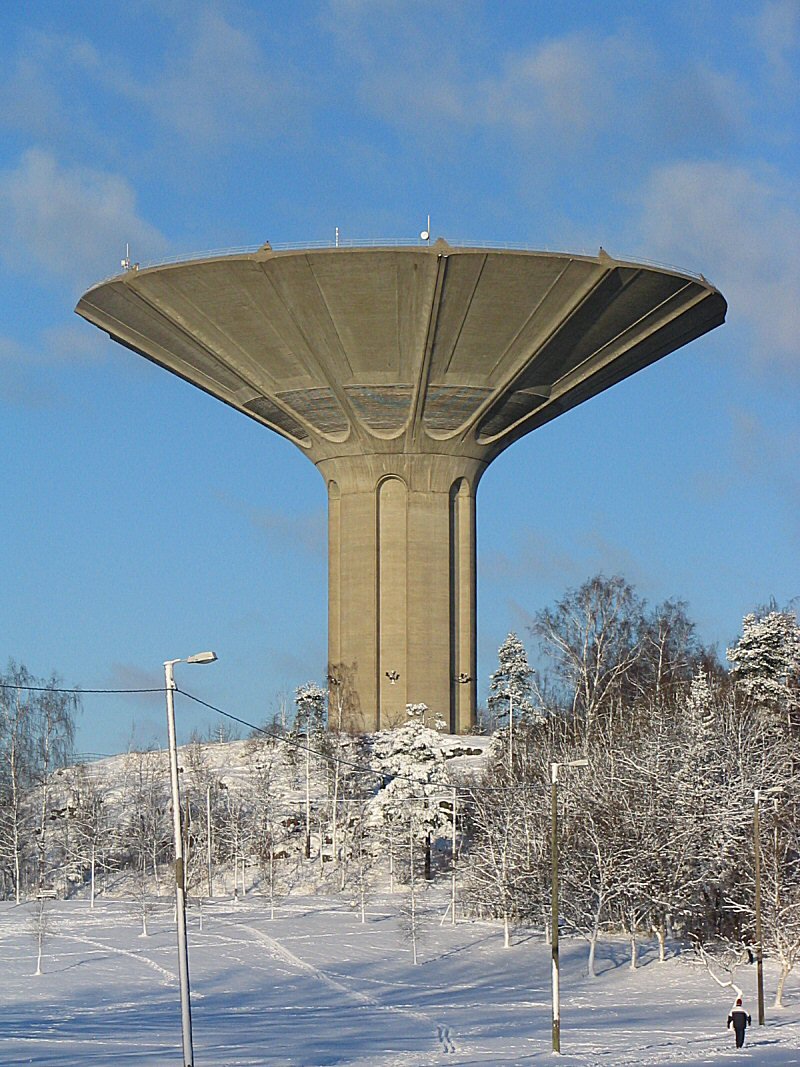
Tanque de agua elevado en Helsinki, Finlandia.

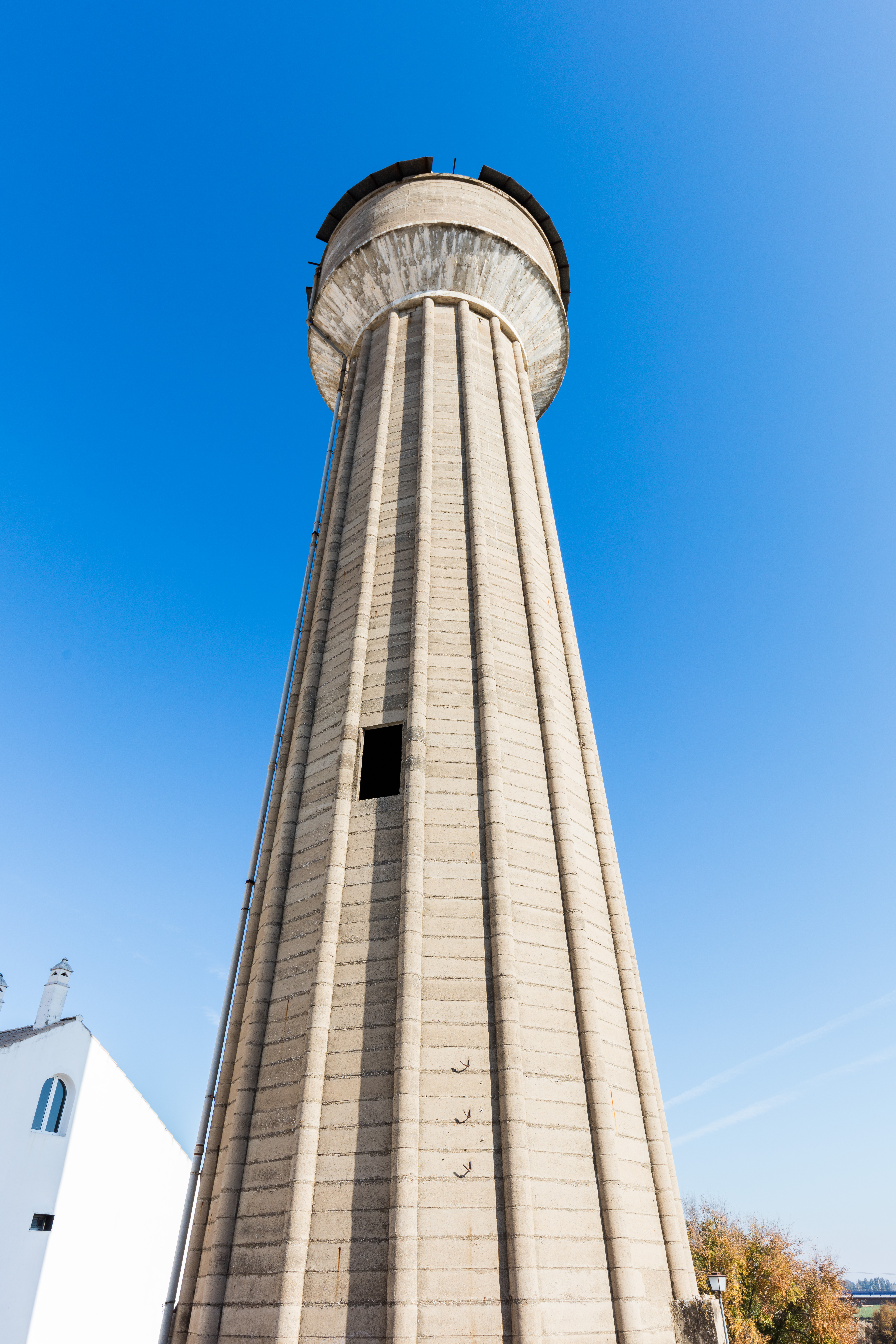
Tanque de agua en Santiponce (Sevilla), España.

Un tanque de agua (también tinaco en algunos países) es un depósito destinado a almacenar agua para consumo humano, agrícola o cualquier otro uso. Son un elemento fundamental en una red de abastecimiento de agua potable, para compensar las variaciones horarias de la demanda de agua potable. 
Puesto que las plantas de tratamiento de agua potable funcionan mejor si tienen poca variación del caudal tratado, conviene mantener aproximadamente constante el caudal. Las plantas de tratamiento se dimensionan por lo tanto para que puedan producir la cantidad total de agua que la ciudad o pueblo consume a lo largo del día, y los tanques absorben las variaciones horarias: cuando hay poco consumo (como en la noche) se llenan, y cuando el consumo es máximo (como, por ejemplo, a la hora de cocinar) se vacían.

## Tipos de tanques
Los tanques de agua, desde el punto de vista de su uso, pueden ser:
- Públicos, cuando están localizados de forma tal en la ciudad que pueden abastecer a un amplio sector de esta.
- Privados, cuando se encuentran al interior de las viviendas, o en el terreno de un edificio de apartamentos, y sirven exclusivamente a los moradores de este.

Desde el punto de vista de su localización, los tanques de agua pueden ser:
- Enterrados (subterráneos).
- Apoyados sobre el suelo (de superficie).
- Elevados (por encima del nivel de los techos).

Estos tres tipos de tanques pueden llegar a tener grandes dimensiones, hasta varios miles de metros cúbicos
- Elevados en torres (dentro de la categoría de tanques aéreos), a estos se les llama también torres de agua. Estos tanques tienen la función de asegurar en la red la presión adecuada, en los períodos de pico de consumo.
- Tanque de apartamento (dentro de la categoría de tanques de superficie), son tanques de agua instalados dentro de los apartamentos debido al racionamiento de agua por causa de la escasez del líquido vital. Algunos surten el agua por gravedad y otros lo hacen ayudados por un sistema de bombeo compacto.